# Sayh al Uhaymir 150
SaU 150
Sayh al Uhaymir 150 (ou SaU 150) est une météorite trouvée le 8 octobre 2002 sur un plateau caillouteux 43,3 km au sud de Ghaba (Oman). Sa composition  en isotopes de l'oxygène et en gaz rares établissent son origine martienne.
SaU 150, de texture porphyrique, est un basalte olivine-phyrique constitué de macrocristaux d'olivine au sein d'une matrice à grain plus fin de pigeonite et de maskelynite interstitielle, avec comme minéraux mineurs l'augite, le spinelle, l'ilménite, la merrillite, la pyrrhotite, la pentlandite et quelques minéraux secondaires (d'origine terrestre), la calcite et des oxydes de fer. Sa composition chimique globale est typique des météorites martiennes : Mg/(Mg+Fe) = 0,68 ; Fe/Mn = 37,9 ; Na/Al = 0,22. SaU 150 est ainsi une shergottite.
La morphologie des cristaux, leur composition et la distribution de leurs tailles permettent d'évaluer la vitesse de refroidissement du magma à moins de 2 K/h, donc vraisemblablement dans une chambre magmatique. La roche a ensuite été émise par une éruption, au sein d'une coulée de lave épaisse ou d'une intrusion hypabyssale qui a entraîné une petite fraction de xénocristaux d'olivine et conféré à la roche une foliation magmatique, avec un refroidissement lent permettant une quasi-homogénéisation des minéraux ignés.
SaU 150 a par la suite subi une pression de 33 à 45 GPa, lors d'un unique impact qui a provoqué une fusion partielle et localisée de l'ordre de 11 % vol. Le refroidissement rapide suivant cet événement a produit des dendrites d'olivine et de pyroxène de dimensions fractales 1,80-1,89 et 1,89-1,95, respectivement.
SaU 150 est essentiellement identique à SaU 005/094 et provient donc certainement de la même chute.